# Hjärsås socken
Hjärsås socken i Skåne ingick i Östra Göinge härad, ingår sedan 1974 i Östra Göinge kommun och motsvarar från 2016 Hjärsås distrikt.
Socknens areal är 81,31 kvadratkilometer land.  År 2000 fanns här 2 762 invånare. Tätorterna Immeln, Sibbhult samt Hjärsås med sockenkyrkan Hjärsås kyrka ligger i socknen.

## Administrativ historik
Socknen har medeltida ursprung. 
Vid kommunreformen 1862 övergick socknens ansvar för de kyrkliga frågorna till Hjärsås församling och för de borgerliga frågorna bildades Hjärsås landskommun. Landskommunen uppgick 1974 i Östra Göinge kommun. Församlingen uppgick 2022 i Glimåkra-Hjärsås församling.
Före 1885 låg del av socknen i Villands härad, den så kallade Hjärsås sockens torp eller sjätting.
1 januari 2016 inrättades distriktet Hjärsås, med samma omfattning som församlingen hade 1999/2000.  
Socknen har tillhört län, fögderier, tingslag och domsagor enligt vad som beskrivs i artikeln Östra Göinge härad. De indelta soldaterna tillhörde Norra skånska infanteriregementet, Livkompaniet och Skånska dragonregementet, Östra Göinge skvadron, Östra Göinge kompani.

## Geografi
Hjärsås socken ligger norr om Kristianstad med Immeln i öster. Socknen är en kuperad skogsbygd med odlingsbygd i sydväst.

## Fornlämningar
Från stenåldern finns boplatser och två hällkistor. Från bronsåldern finns gravrösen och skålgropsförekomster. Från järnåldern finns skeppssättningar och resta stenar.

## Namnet
Namnet skrevs 1426 Hiärzaas och kommer från kyrkbyn. Efterleden innehåller ås syftande på en sådan invid kyrkbyn. Förleden har tolkats som innehållande hjort som dock ifrågasatts..